# John Shaw (Schachspieler)
John Shaw (* 16. Oktober 1968 in Irvine) ist ein schottischer Schachmeister.

## Leben
Seinen ersten bedeutenden Erfolg errang Shaw 1991, als er das Open von Aberdeen gewann. Seit Mitte der 1990er Jahre zählt er zur Spitze der schottischen Schachspieler. Dreimal (1995, 1998 und 2000) gewann er die schottische Meisterschaft. Im Jahre 1998 verlieh ihm die FIDE den Titel Internationaler Meister, 2006 wurde er nach Normerfüllungen in Gibraltar 2003, bei der Schacholympiade 2004 in Calvià und in der Four Nations Chess League 2005/06 Großmeister. Im selben Jahr teilte Shaw Platz zwei in Tórshavn.
John Shaw publizierte mehrere Bücher zur Eröffnungstheorie.

## Mannschaftsschach

### Nationalmannschaft
In den Jahren 1994, 1996 sowie 2000 bis 2014 nahm er mit Schottland an zehn Schacholympiaden teil. Viermal (1992, 2001, 2003 und 2005) vertrat er seine Heimat bei der Mannschaftseuropameisterschaft, darunter bei zwei Veranstaltungen (2001 und 2003) am Spitzenbrett.

### Vereinsschach
In der britischen Four Nations Chess League (4NCL) spielte Shaw in der Saison 1996/97 für Northumbria, in der Saison 2000/01 für Poisened Pawns, in der Saison 2003/04 für Slough, von 2004 bis 2009 für Guildford A&DC, mit denen er 2007 und 2008 die 4NCL gewann. In der Saison 2010/11 spielte er für White Rose Chess, seit 2013 spielt er für Wood Green Hilsmark Kingfisher. In der dänischen Skakligaen spielte er in der Saison 2010/11 für den Skakklubben Sydøstfyn.

## Werke (Auswahl)
- Starting Out: The Queen’s Gambit. 2002
- Starting Out: The Ruy Lopez. 2003
- Experts vs. the Sicilian. 2005 (mit Jacob Aagaard)
- The King’s Gambit. Quality Chess, Glasgow 2013, ISBN 978-1-906552-71-8 (680 Seiten).